# Palmeirim Silva
Palmeirim Silva (Rio de Janeiro, 25 de julho de 1898 — Rio de Janeiro, 4 de maio de 1962) foi um ator cômico brasileiro. Mais voltado ao teatro, teve poucas atuações no cinema. De 1927 a 1933 teve sua própria companhia teatral, integrando posteriormente a Companhia teatral de Delorges Caminha e da Casa do Caboclo. 

## Filmografia
| Ano  | Título                 | Personagem |
| ---- | ---------------------- | ---------- |
| 1938 | Bombonzinho            | —          |
| 1941 | O Dia é Nosso          | —          |
| 1956 | Samba na Vila          | —          |
| 1957 | O Noivo da Girafa      | —          |
| 1957 | Pé na Tábua            | —          |
| 1958 | O Barbeiro Que Se Vira | Gaspar     |

## Trabalhos em Teatro[3]
- 1922 - O Frade da Brahma
- 1925 - O Filho Sobrenatural
- 1926 - Só por Música...
- 1927 - A Viuvinha do Cinema
- 1927 - Fumando Espero...
- 1927 - Niniche
- 1927 - O Sonho do Raposo
- 1927 - Que Beleza de Homem!
- 1927 - Quem Pode com o Amor?
- 1927 - Uma Noite em Claro...
- 1929 - Amor de Príncipe
- 1929 - Eva
- 1929 - O Chefe Político
- 1929 - Fado
- 1929 - O Bacharel Trancinha
- 1930 - Oh! As Mulheres...
- 1930/1931 - O Amigo Tobias
- 1931 - A Defesa do Maurício
- 1931 - A Boateira
- 1932 - Chauffeur Milionário
- 1932 - Guerra às Mulheres
- 1932 - Mulheres Nervosas
- 1932 - O Amigo Tobias
- 1932 - O Outro André
- 1932 - Tens Dinheiro Aí?
- 1933 - A Boateira
- 1933 - A Mentira
- 1933 - A Mulher do Trem
- 1933 - A Tia da Província
- 1933 - Frente Única
- 1933 - Hotel dos Amores
- 1933 - O Bobo do Rei
- 1933 - O Feitiço
- 1933 - O Ministro do Supremo
- 1933 - O Simpático Jeremias
- 1933 - Oh! As Mulheres...
- 1933 - Primeira Aventura
- 1933 - Que Culpa Tenho Eu de Ser Bonito
- 1933 - Que Santo Homem
- 1933 - Uma Pequena das Minhas
- 1934 - A Boateira
- 1934 - Deus Lhe Pague
- 1934 - Guerra às Mulheres
- 1934 - Peso Pesado
- 1934 - O Feitiço
- 1934 - Que Culpa Tenho Eu de Ser Bonito
- 1935 - A Bailarina do Casino
- 1935 - A Mulher Número 2
- 1935 - Casado Sem Saber
- 1935 - O Dinheiro do Leão
- 1935 - Ressurreição de Eva!
- 1935 - Villa Mariana
- 1936 - Bazar de Brinquedos
- 1936 - Mas Que Mulher!
- 1936 - Supplicio de Tantalo
- 1937 - Depois da Meia-Noite
- 1937 - O Amigo Tobias
- 1937 - O Filho Sobrenatural
- 1938 - A Linda Vovó
- 1938 - A Mulher do Juca
- 1938 - As Solteironas dos Chapéus Verdes
- 1938 - Bazar dos Brinquedos
- 1938 - O Filho Sobrenatural
- 1938 - O Homem Papagaio
- 1938 - Simplício Pacato
- 1938 - Um Pulo na Vida
- 1938 - Um Rapaz Teimoso
- 1935 - O Grande Banqueiro
- 1940 - Pertinho do Céu
- 1940 - As Guerras do Alecrim e da Manjerona
- 1940 - O Caçador de Esmeraldas
- 1940 - Caxias
- 1942/1943 - A Cigana Me Enganou
- 1943 - A Boateira
- 1943 - A Vida Que Eu Sonhei
- 1943 - Canário
- 1943 - Caturrita
- 1943 - Didinha
- 1943 - Inimigo do Casamento
- 1943 - O Meu Salvador
- 1943 - Por Causa do Lulú
- 1943 - Qual dos Dois?
- 1943 - Vou Entrar na Família
- 1945 - A Mulher do Seu Adolfo
- 1946 - Os Maridos Atacam de Madrugada
- 1947 - Sexto Andar
- 1947 - Divórcio
- 1948 - A Pequena Catarina
- 1948 - A Família e a Festa na Roça
- 1949 - A Mulher do 24
- 1949 - Deus e a Natureza
- 1949 - Esquecimento e Perdão
- 1949 - Meu Filho
- 1949 - O Guarda da Alfândega
- 1949 - O Noivo de Luiza
- 1949 - O Nono Mandamento / Não Desejarás a Mulher do Próximo
- 1949 - O Perfume de Minha Mulher
- 1949 - Quando Elas Querem
- 1949 - Renúncia
- 1949 - Sempre em Meu Coração
- 1951 - Boa... Até a Última Gota
- 1951 - Uma Noite com Ela
- 1956 - A Criada do Gregório
- 1956 - A Mulher do Seu Adolfo
- 1956 - As Solteironas dos Chapéus Verdes
- 1956 - O Napoleão da Josefina
- 1956 - Qual dos Dois?
- 1956 - Toma, Que o Filho É Teu
- 1958 - Dona Violante Miranda
- 1959 - O Brasil É Nosso
- 1959 - O Papai É Vivaldino